# Punta Beté
Punta Beté es un pequeño cabo en la costa oriental de la península de Yucatán, ubicado 8 km al noreste de Playa del Carmen, en el municipio de Solidaridad, estado de Quintana Roo, México. Está enclavado en una zona de hermosas playas en las que se han construido frecuentados centros turísticos. 

## Puntas
En la Península de Yucatán el término Punta se utiliza para designar las formaciones que configuran el litoral. 

"Por su morfología es posible distinguir dos tipos de Puntas: los extremos del cordón litoral que señalan las entradas de mar hacia los esteros y, por otro lado, las salientes de tierra hacia el mar, sean arenosas o pétreas, y que marcan un cambio de dirección en el trazo de la línea del litoral".